# Jane Benham Hay

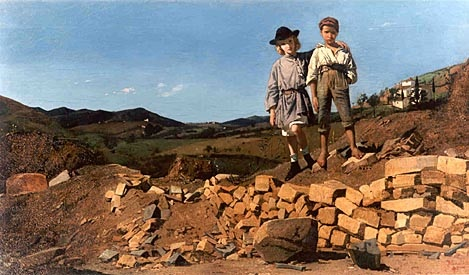
Jane Benham Hay, Anglia și Italia, ulei pe pânză, 1859

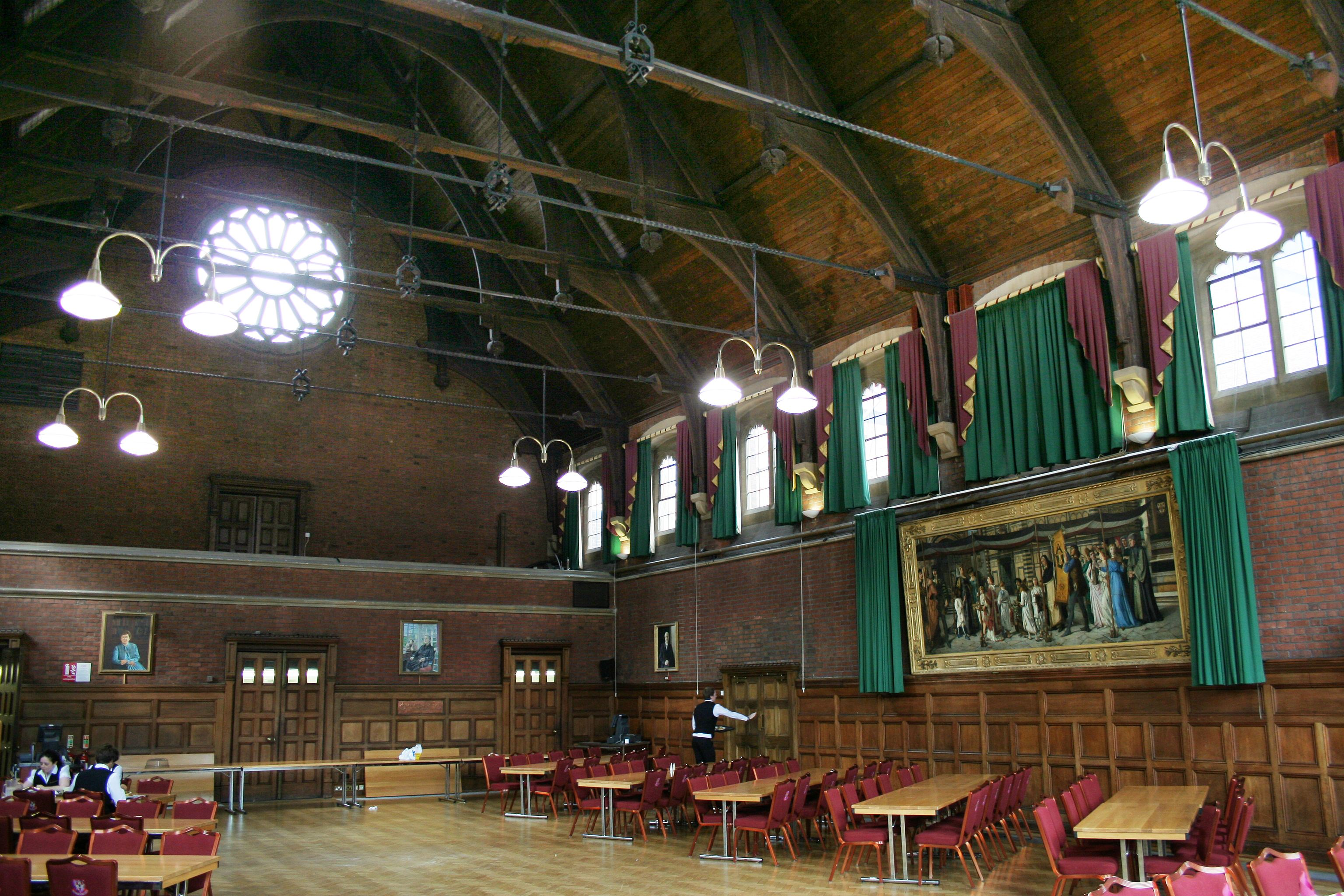
Arderea vanităților (dreapta) în sala de mese a Colegiului Homerton

Jane Benham, cunoscută, de asemenea, ca Jane Benham Hay și Jaine Benham Hay, (n. 1829, Londra, Regatul Unit al Marii Britanii și Irlandei – d. 1904) a fost o pictoriță și ilustratoare engleză proeminentă din Epoca victoriană. Ea a fost asociată cu două mișcări artistice importante de la mijlocul secolului al XIX-lea: prerafaeliții din Marea Britanie și grupul toscan Macchiaioli⁠(d) din Italia căruia i s-a alăturat și al doilea soț).

## Biografie
Jane Benham s-a născut în 1829 în orașul Uxbridge din periferia Londrei într-o familie de muncitori specializați în prelucrarea fierului și a altor metale. Nu se cunoaște data exactă sau locul nașterii sale, dar botezul ei a fost înregistrat pe 26 decembrie 1829 la Capela Independentă (congregaționalistă) Providence din Uxbridge. Tatăl ei, Ebenezer Benham, era proprietarul unei fierării din West Middlesex⁠(d). Jane a început studii de pictură în 1848, la vârsta de 19 ani, cu artistul William Riviere⁠(d).
Ea a călătorit la München în 1850, împreună cu o prietenă, Anna Mary Howitt⁠(d) (1824–1884). Cele două tinere sperau să urmeze acolo un studiu serios al desenului și picturii, dar, după sosirea lor la München, au aflat că femeilor nu li se permite să studieze la Academia de Arte Frumoase. Nelăsându-se descurajate, ele l-au abordat pe Wilhelm von Kaulbach⁠(d), care îndeplinea atunci funcția de director al Academiei, și i-au cerut privilegiul de a studia pictura în atelierul lui. El a fost de acord și le-a permis să lucreze acolo fără restricții, deși nu se știe clar cât de multă instrucție formală le-a oferit. Jane a rămas la München până în decembrie 1850, când a fost obligată să se întoarcă la Londra, în timp ce Anna Mary a rămas la München în cursul următorilor doi ani, revenind la Londra abia în 1852. Anna Mary Howitt și-a adunat jurnalul și scrisorile personale într-o carte intitulată An Art Student in Munich, care a fost publicată în 1853 și reeditată în 1880. În acea carte, ea folosește pseudonimul Clare cu referire la prietena ei.
Jane Benham s-a căsătorit cu artistul William Milton Hay în octombrie 1851 și au avut în anul următor un fiu: William Ernest Gabriel Hay. Cu toate acestea, căsnicia lor nu a fost fericită și nu a durat decât câțiva ani, ca urmare a faptului că Jane a părăsit Londra și a trăit o perioadă, cândva între 1852 și 1855, la Paris. Ea a publicat în 1855 o povestire intitulată „The Three Boys”, dedicată fiului ei, Ernest, de a cărui despărțire dureroasă se plânge, și ilustrată cu desene proprii. S-a stabilit apoi la Florența la mijlocul anilor 1850. În aceeași perioadă, ea l-a cunoscut la Paris pe Francesco Saverio Altamura (1822–1897), un pictor asociat cu artiștii grupului Macchiaioli⁠(d) din Toscana, care sunt considerați precursorii italieni ai impresioniștilor. Altamura a avut o viață plină de culoare și a manifestat o predilecție pentru picturile istorice și religioase. Cei doi s-au reîntâlnit între 1857 și 1858 și s-au mutat împreună, după ce Altamura și-a abandonat soția (renumita artistă greacă Eleni Boukoura-Altamoura) și copiii, s-au căsătorit și au avut împreună doi fii: Raffaello și Bernardo Hay (1864–1934).
Jane Benham Hay a expus la Academia Regală de Arte⁠(d) din Londra în 1848, 1849, 1859, 1861 și 1862. Cele două opere expuse în 1859, Anglia și Italia și Portretul unui băiat în costum florentin, i-au stabilit o reputație de artistă talentată. Pictată chiar înainte de Unificarea Italiei, Anglia și Italia a fost o declarație puternică în favoarea unificării democratice a statelor italiene, precum și o operă de artă convingătoare. Criticul de artă John Ruskin a remarcat că ambele lucrări au fost „realizate cu măiestrie”, fără a fi interesat totuși de nuanțele lor politice. Anglia și Italia a dispărut după 1859 și a fost redescoperită abia la sfârșitul anilor 1990.A. Chapman și J. Stabler (editors). Unfolding the South: Nineteenth-century British women writers and artists in Italy, Manchester University Press, 2003, p. 111. ISBN: 0-7190-6130-X
În 1867, Jane Benham Hay a obținut cel mai mare succes profesional cu pictura Procesiunea florentină, cunoscută și ca The Burning of the Vanities, care a fost expusă de Henry Wallis⁠(d) la French Gallery din Londra. Acest tablou se află acum în colecția Homerton College din Cambridge.
Viața ulterioară a artistei nu este bine documentată, iar data morții ei nu este cunoscută. Se consideră că ar fi murit în anul 1904.